# 赤田龍一郎
赤田 龍一郎（あかだ りゅういちろう、1988年1月7日 - ）は、愛知県名古屋市北区出身の元プロ野球選手（捕手）。右投左打。

## 経歴

### プロ入り前
小学校3年から、名古屋北リトルで一塁手として野球を始める。のちに中日でチームメイトとなる堂上剛裕・堂上直倫兄弟と同時期にリトルに所属していた。名古屋市立北陵中学校時代は、ボーイズリーグ東名古屋スターズで捕手となり、以降は捕手一筋。
静岡学園高等学校時代は、1年秋から4番を務め高校通算31本塁打を記録。3年夏は、静岡県予選1回戦で小笠高に2-9で敗れた。甲子園出場経験は無し。
高校卒業後は、愛知大学に進学し愛知大学野球連盟に所属する硬式野球部に入部する。2年春から4番を務め、4年春には1部昇格に貢献し、秋には1部で打点王、ベストナインとなり同校の1部昇格即優勝に貢献した。当時赤田とバッテリーを組んでいたのは、中日ドラゴンズでもチームメイトとなる祖父江大輔であった。
2009年のドラフトで中日ドラゴンズから育成2位指名を受け、入団。

### プロ入り後
2013年5月1日、支配下選手契約を結び、翌5月2日に支配下登録された。背番号は68に変更となった。8月1日の阪神タイガース戦において、1軍初出場を果たした。
2014年5月10日の対広島東洋カープ戦において6回から代打で出場すると、その裏の守備で一軍初マスクをかぶった。7回には祖父江が登板したため、大学以来となる同級生バッテリーが実現した。
2017年、一軍出場機会はなく、10月30日に戦力外通告を受け、11月1日に現役引退を表明した。12月2日付で、自由契約選手として公示された。

### 現役引退後
11月29日に中日ドラゴンズから球団スタッフ（ブルペン捕手兼打撃投手）として契約したことが発表された。

## 詳細情報

### 年度別打撃成績
| 年 度    | 球 団    | 試 合 | 打 席 | 打 数 | 得 点 | 安 打 | 二 塁 打 | 三 塁 打 | 本 塁 打 | 塁 打 | 打 点 | 盗 塁 | 盗 塁 死 | 犠 打 | 犠 飛 | 四 球 | 敬 遠 | 死 球 | 三 振 | 併 殺 打 | 打 率 | 出 塁 率 | 長 打 率 | O P S |
| -------- | -------- | ----- | ----- | ----- | ----- | ----- | -------- | -------- | -------- | ----- | ----- | ----- | -------- | ----- | ----- | ----- | ----- | ----- | ----- | -------- | ----- | -------- | -------- | ----- |
| 2013     | 中日     | 1     | 1     | 1     | 0     | 0     | 0        | 0        | 0        | 0     | 0     | 0     | 0        | 0     | 0     | 0     | 0     | 0     | 1     | 0        | .000  | .000     | .000     | .000  |
| 2014     | 中日     | 2     | 5     | 5     | 0     | 0     | 0        | 0        | 0        | 0     | 1     | 0     | 0        | 0     | 0     | 0     | 0     | 0     | 2     | 1        | .000  | .000     | .000     | .000  |
| 2015     | 中日     | 1     | 1     | 1     | 0     | 0     | 0        | 0        | 0        | 0     | 0     | 0     | 0        | 0     | 0     | 0     | 0     | 0     | 0     | 0        | .000  | .000     | .000     | .000  |
| 2016     | 中日     | 1     | 1     | 1     | 0     | 0     | 0        | 0        | 0        | 0     | 0     | 0     | 0        | 0     | 0     | 0     | 0     | 0     | 0     | 0        | .000  | .000     | .000     | .000  |
| NPB：4年 | NPB：4年 | 5     | 8     | 8     | 0     | 0     | 0        | 0        | 0        | 0     | 1     | 0     | 0        | 0     | 0     | 0     | 0     | 0     | 3     | 1        | .000  | .000     | .000     | .000  |

### 年度別守備成績
| 年 度 | 球 団 | 捕手  | 捕手  | 捕手  | 捕手  | 捕手  | 捕手     | 捕手  | 捕手     | 捕手     | 捕手     | 捕手     |
| 年 度 | 球 団 | 試 合 | 刺 殺 | 補 殺 | 失 策 | 併 殺 | 守 備 率 | 捕 逸 | 企 図 数 | 許 盗 塁 | 盗 塁 刺 | 阻 止 率 |
| ----- | ----- | ----- | ----- | ----- | ----- | ----- | -------- | ----- | -------- | -------- | -------- | -------- |
| 2014  | 中日  | 2     | 5     | 0     | 1     | 0     | .833     | 0     | 1        | 1        | 0        | .000     |
| 通算  | 通算  | 2     | 5     | 0     | 1     | 0     | .833     | 0     | 1        | 1        | 0        | .000     |

### 記録
- 初出場：2013年8月1日、対阪神タイガース12回戦（阪神甲子園球場）、9回表にワーナー・マドリガルの代打で出場
- 初打席：同上、9回表に清原大貴から空振り三振
- 初打点：2014年5月10日、対広島東洋カープ7回戦（MAZDA Zoom-Zoom スタジアム広島）、8回表に河内貴哉から二塁ゴロの間に記録[5]

### 背番号
- 202 （2010年 - 2013年5月1日）
- 68 （2013年5月2日 - 2017年）
- 104 （2018年 - ）